# Проточный переулок
Прото́чный переу́лок — улица в Центральном административном округе Москвы, в районе Арбат между Новинским бульваром и Смоленской набережной. Нумерация домов ведётся со стороны Новинского бульвара.

## Происхождение названия
Появился в XIX веке как Водопроточный, в XIX веке название Проточный — по расположению на месте ручья Проток, заключенному в конце XIX века в трубу.

## Описание
Проточный переулок начинается от Садового кольца приблизительно напротив Композиторской улицы у южной оконечности Новинского тоннеля под Новым Арбатом и проходит на запад. К нему примыкают Прямой переулок (справа), 1-й Смоленский переулок (справа), Панфиловский переулок (слева) и Малый Новопесковский переулок (слева), выходит на Смоленскую набережную.

## История
Ручей Проток (Песочный ручей) начинался из болот около Новинского бульвара, протекал по линии переулка и впадал в Москву-реку ниже реки Пресни. В конце XIX века, после заключения Протока в трубу, переулок был застроен домами, в которых в основном жили бедные слои населения — ремесленники, мастеровые, извозчики и прачки. Журнал «Развлечение» писал о переулке в 1895 году:
Приют столичной нищеты,
Углы, дешёвые квартиры,
Харчевни, чайные, трактиры
И русской праздности цветы.
Доходя до берега Москвы-реки, переулок оканчивался высоким, изрезанным оврагами берегом и широкой заводью. В конце XIX века Проточный переулок стал пристанищем воров и проституток; дурная слава сохранялась за этим местом и в начале XX века. Так, журналист Зинаида Рихтер в начале 1920-х годов писала: «Идём в Проточный переулок, где сплошь дома-притоны: „Ивановка“, „Волчатник“ и другие».

## Здания и сооружения
По нечётной стороне:
- № 3-5 — детская поликлиника № 139 ЦАО;
- № 9 — ЕИРЦ и ДЕЗ Центрального адм. округа Арбат; клуб детского творчества «Прометей»;
- № 11 — жилой дом ЖСК Большого театра «Лира» (1977, архитектор В. П. Соколов, совместно с И. И. Степановым и М. В. Чемерисом)[2]. В доме расположен Сберегательный банк РФ (АКСБ РФ) Киевское отд. № 5278/01605; ресторан «Тинькофф».

По чётной стороне:
- № 4 — аренда жилья Fortline Apartments Smolenskaya;
- № 14 — нотариус.